# Alfred Haberfellner
Alfred Haberfellner (Bécs, 1925 – ?) osztrák nemzetközi labdarúgó-játékvezető.

## Pályafutása

### Nemzeti játékvezetés
Játékvezetésből Bécsben vizsgázott. Vizsgáját követően a Bécsi Labdarúgó-szövetsége által üzemeltetett labdarúgó bajnokságokban kezdte sportszolgálatát.[forrás?] Az Osztrák labdarúgó-szövetség Játékvezető Bizottságának (JB) minősítésével az Red Zac Erste Liga, majd az Fußball-Bundesliga játékvezetője. Küldési gyakorlat szerint rendszeres partbírói szolgálatot is végzett.[forrás?]

### Nemzetközi játékvezetés
Az Osztrák labdarúgó-szövetség JB terjesztette fel nemzetközi játékvezetőnek, a  Nemzetközi Labdarúgó-szövetség (FIFA) 1960-tól tartotta nyilván bírói keretében. A FIFA JB központi nyelvei közül a németet beszéli. Több nemzetek közötti válogatott, valamint Vásárvárosok kupája klubmérkőzést vezetett, vagy működő társának partbíróként segített. A Török labdarúgó-szövetség JB több alkalommal a Süper Ligában és 1963-ban az első Török labdarúgókupa mérkőzésen (egyik elődöntő) foglalkoztatta. A nemzetközi játékvezetéstől 1965-ben búcsúzott. Válogatott mérkőzéseinek száma: 4.

#### Északi Kupa
| Időpont           | Helyszín                         | Mérkőzés típusa  | Mérkőzés         | Eredmény | Nézők száma |
| ----------------- | -------------------------------- | ---------------- | ---------------- | -------- | ----------- |
| 1961. október 15. | Idrætsparken Stadion, Koppenhága | csoportselejtező | Dánia–Finnország | 9 – 1    | 35 600      |

#### A magyar labdarúgó-válogatott mérkőzései (1902–1929)
| Időpont          | Helyszín             | Mérkőzés típusa          | Mérkőzés                 | Eredmény | Nézők száma |
| ---------------- | -------------------- | ------------------------ | ------------------------ | -------- | ----------- |
| 1963. október 6. | JNA Stadion, Belgrád | 397. válogatott mérkőzés | Jugoszlávia–Magyarország | 2 – 0    | 50 000      |

#### Nemzetközi kupamérkőzések
Vezetett kupadöntők száma: 1.

##### Interkontinentális kupa
| Időpont           | Helyszín                 | Mérkőzés típusa     | Mérkőzés           | Eredmény | Nézők száma |
| ----------------- | ------------------------ | ------------------- | ------------------ | -------- | ----------- |
| 1963. október 16. | San Siro Stadion, Milánó | első döntő mérkőzés | AC Milan–Santos FC | 4 – 2    | 51 917      |

#### Nemzetközi mérkőzések

##### NB I-es mérkőzései
| Időpont             | Helyszín             | Mérkőzés            | Eredmény | Nézők száma |
| ------------------- | -------------------- | ------------------- | -------- | ----------- |
| 1963. augusztus 28. | Népstadion, Budapest | MTK–Honvéd          | 0 – 4    | 30 000      |
| 1965. június 2.     | Népstadion, Budapest | Újpesti Dózsa–Vasas | 2 – 3    | 15 000      |

## Külső hivatkozások
- Alfred Haberfellner. World Referee. [2016. március 3-i dátummal az eredetiből archiválva]. (Hozzáférés: 2015. december 5.)
- Alfred Haberfellner. footballzz.com. (Hozzáférés: 2015. december 5.)
- Alfred Haberfellner. footballdatabase.eu. (Hozzáférés: 2015. december 5.)
- Alfred Haberfellner. eu-football.info. (Hozzáférés: 2015. december 5.)
- Alfred Haberfellner. eu-football.info. [2015. december 22-i dátummal az eredetiből archiválva]. (Hozzáférés: 2015. december 5.)